# Mizutara
× Mizutara, (abreviado Miz) en el comercio, es un híbrido intergenérico entre los géneros de orquídeas Cattleya × Diacrium × Schomburgkia. Fue publicado en Orchid Rev. 74(878, noh): 3 (1966).